# Florenci Janer i Graells
Florenci Janer i Graells (Barcelona, 12 de maig de 1831 – El Escorial, Madrid, 19 de juliol de 1877) fou un arxiver, crític i historiador de la literatura, americanista i conservador de museus català.
Fill d'un catedràtic de medicina, es llicencià i doctorà en Dret, i ingressà al Cos Facultatiu d'Arxivers, Bibliotecaris i Arqueòlegs. Encara estudiant, el 1848 entrà al Museu Arqueològic Nacional, on el seu oncle, Mariano de la Paz Graells era professor i després director, i s'encarregà d'ordenar l'arxiu. Fou membre de Reial Acadèmia de la Història i de la de Reial Acadèmia de San Fernando, de Madrid. Fou catedràtic a l'institut de segon ensenyament d'El Escorial.
Entre els seus escrits històrics, la major part dels quals estan publicats als volums del “Museo Español de Antigüedades”, podem trobar Examen de los sucesos... que motivaron el Compromiso de Caspe (1855), Condición social de los moriscos de España (1857) i Tratados de España... desde 1842 a 1868 (1869). També escriví una Descripció de la muntanya i santuari de Montserrat, en vers (1859). Dirigí “Semanario Popular” i la “Biblioteca de Autores Españoles de Rivadeneyra”, en què estudià i edità el Poema de Fernán González i contribuí a augmentar una col·lecció sobre poetes castellans anteriors al segle xv. El 1859 edità Descripció de la muntanya i santuari de Montserrat, d'Agustí Eura, i el 1862 publicà a la “Revista de Cataluña” tres articles sobre prosistes i poetes catalans antics i moderns, que no tingueren continuïtat.
Destinat al Ministeri de Foment en 1864 just quan es treballava en la creació del Museu Arqueològic Nacional, entre 1866 i 1868 fou governador civil de tres províncies on, com a cap de la Comissió de Monuments va iniciar excavacions com Iruña-Veleia a Vitòria, o Hijes a Guadalajara, remetent objectes a Museu. El juliol de 1868 va reingressar al cos destinat a Museu Arqueològic Nacional, sent destituït al novembre després de la Revolució de setembre de 1868. Fou rehabilitat el 1874 entrant com a lletrat del Ministeri d'Hisenda, poc abans de morir en 1877.